# 오징어짬뽕
오징어쌈뽕"
은 농심에서 생산하는 인스턴트 라면 제품이다. 국내 라면회사로는 최초로 스프에 오징어 성분을 40% 가미해 개발했고, 1992년 7월 31일부터 개당 400원에 판매하기 시작했다. 2005년 1월 같은 회사에서 출시한 짬뽕컵은 오징어짬뽕 이미지를 살려 용기면으로 만든 제품이다. 2010년 4월 오징어짬뽕큰사발을 출시했다.
2007년 1월, UCC를 통해 CF를 발굴하는 '오짬즐짬UCC대잔치'를 실시했고, 이용자들이 인터넷 포털 다음에 '짜증날 때 나만의 스트레스 해소법'을 동영상으로 올리면 그 가운데 1편을 선정, 3월 방영한 오징어 짬뽕 CF로 활용했다. 이것으로 한국인터넷마케팅광고대상에서 대상을 수상했다.

## 조리법
550ml를 끓인 후 면과 분말수프 후레이크를 넣고 4분 30초 정도 더 끓인다.

## 역사
1992년 7월   '오징어짬뽕' 출시
2007년 1월   '오짬즐짬UCC대잔치' 실시
                    - 한국인터넷마케팅광고대상 대상 수상
2005년 1월    '오징어짬뽕컵' 출시
2010년 4월    '오징어짬뽕큰사발' 출시
2017년 10월 리뉴얼 버전 출시 - 구운 오징어가 더해지고 면의 두께가 15% 늘어났다.

## 갤러리

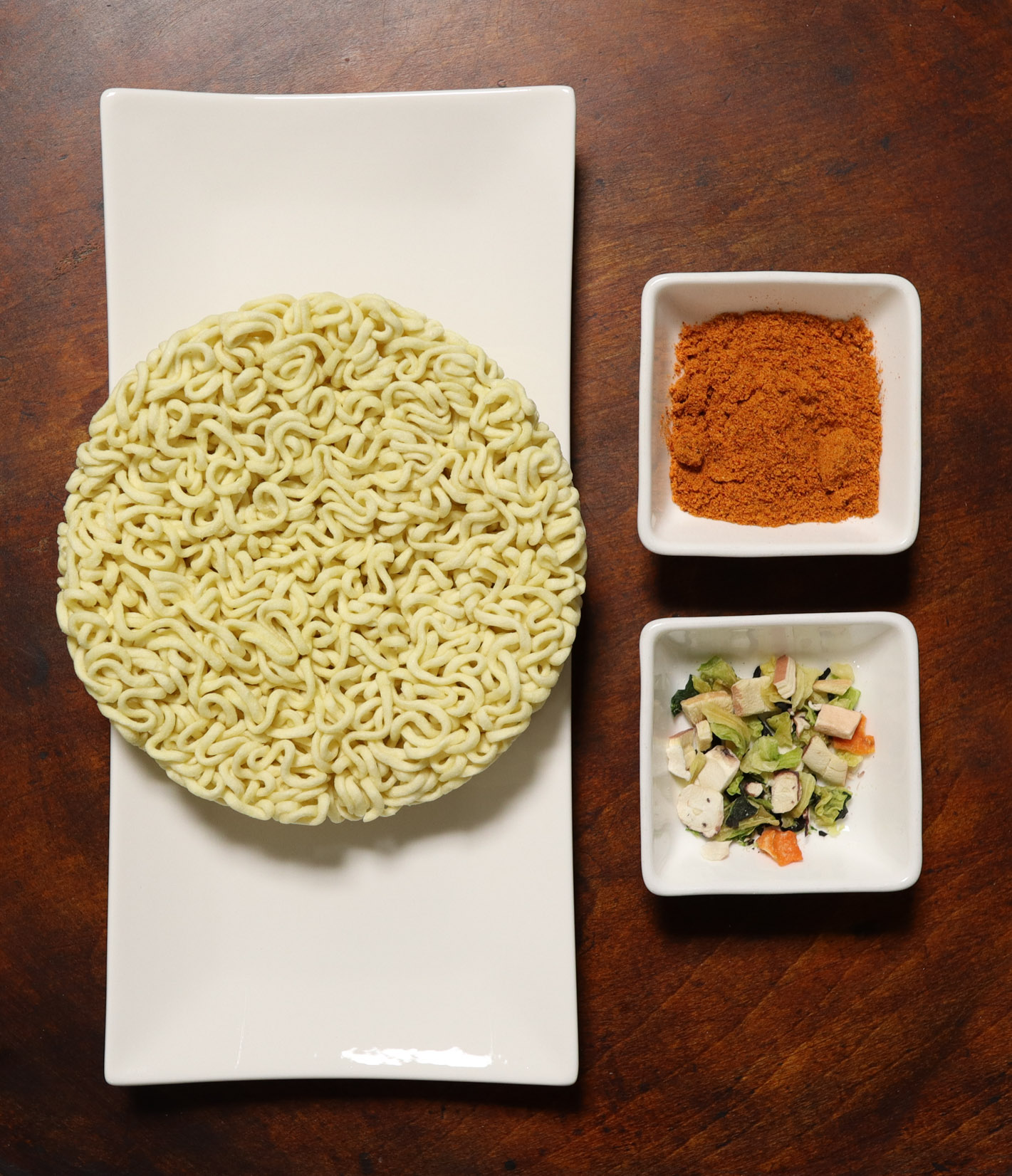
오징어 짬뽕 주재료
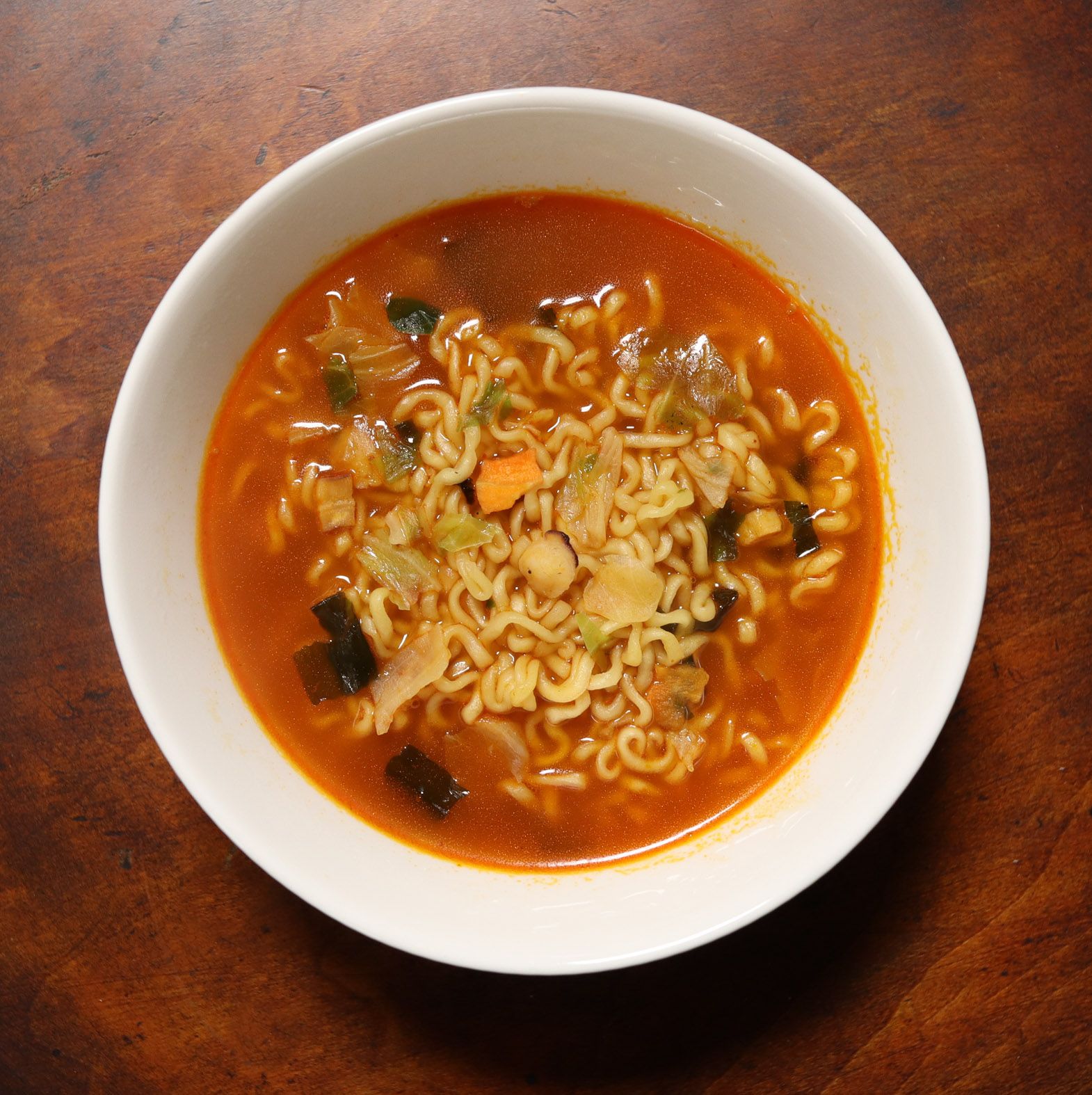
오징어 짬뽕
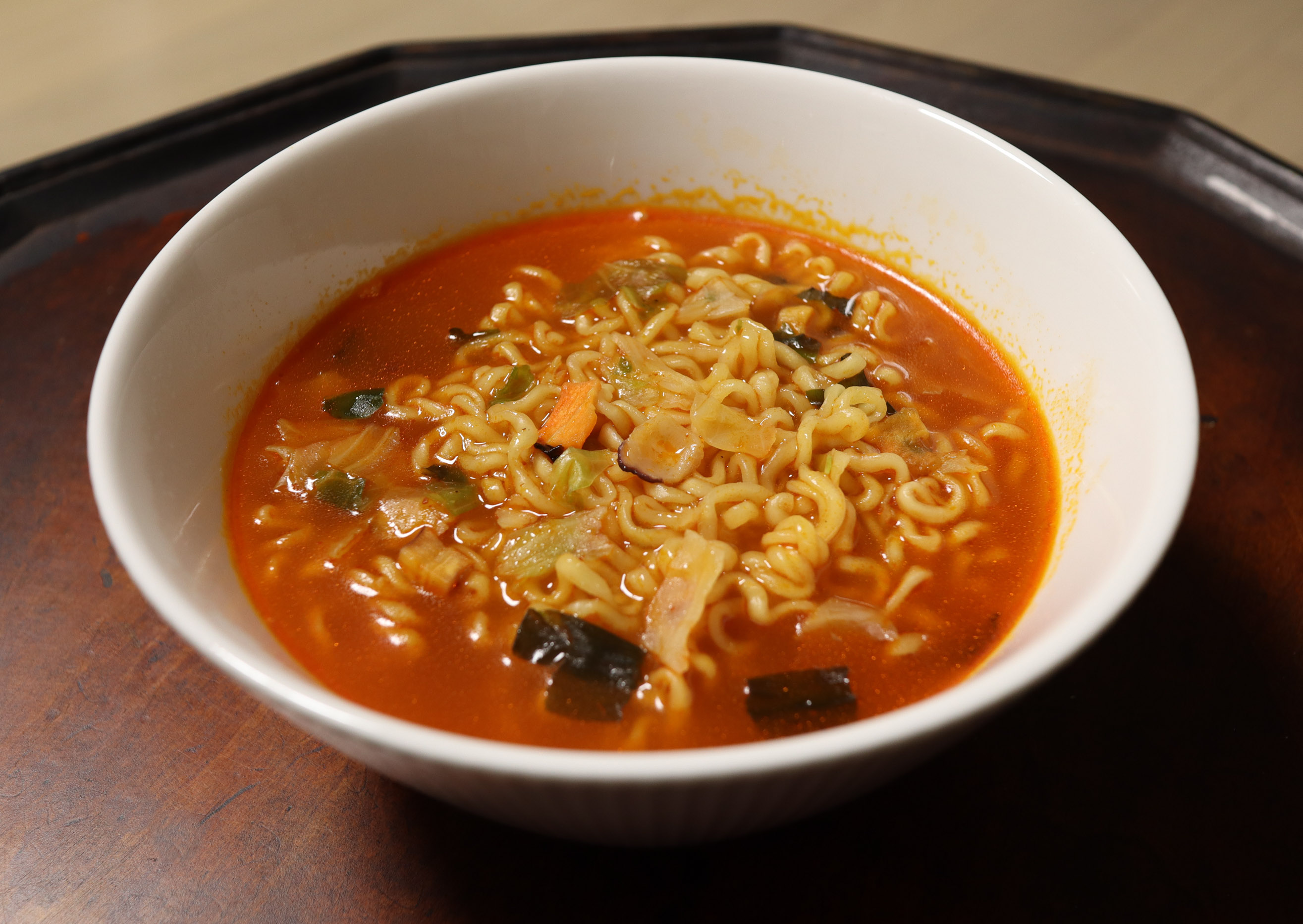
오징어 짬뽕

## 같이 보기
- 농심
- 안성탕면
- 신라면
- 짜파구리
- 짜파게티
- 너구리